# 罗贝托·卡内利亚
罗贝托·卡内利亚（Roberto Canella），全名罗贝托·卡内利亚·苏亚雷斯（Roberto Canella Suárez），是一名西班牙足球运动员，目前效力于西甲联赛拉科鲁尼亚队。

## 个人经历
卡内利亚于著名的希洪竞技青训营受训，成为职业球员。自从1999年加入希洪竞技青训系统以来，作为左边后卫的卡内利亚一直为球队效力，共计出战了224场联赛，有6球入账。在希洪效力期间，卡内利亚的表现也得到西班牙各级别青年队教练组的注意，他先后入选了西班牙U19、西班牙U20和西班牙U21国家队，还在2006年时代表西班牙U19国家队获得了欧洲U19锦标赛的冠军。
直至2014年夏季，卡内利亚才离开希洪，以租借的方式加盟西甲联赛拉科鲁尼亚队，为期一年。